# Labynkyr
Labynkyr je ledovcové jezero na Sibiři, nachází se v Ojmjakonské oblasti na východě Jakutské republiky. Vzniklo přehrazením stejnojmenné řeky velkou morénou. Rozloha jezera je 61 km² a maximální hloubka 80 metrů. Jezero leží v nadmořské výšce 1020 metrů, nejbližším obydleným místem je 105 km vzdálená osada Tomtor. Teplota vody nepřesahuje ani v létě 9 °C. Na jezeře jsou tři ostrůvky.
Podle místních obyvatel žije v jezeře Labynkyr (a také v sousedním jezeře Vorota, s nímž je údajně spojeno podzemní chodbou) obrovská lidožravá příšera, kterou nazývají Labynkyrský čert. V roce 1953 ji pozoroval geolog Viktor Tverdochlebov a popsal ji jako dlouhou, tmavošedou, s obrovskou zubatou tlamou, vzdálenost mezi očima byla jako dvanáct plotových tyček. Výzkum oblasti komplikuje její izolovanost a drsné klima (v zimě jsou zde až šedesátistupňové mrazy).
Nakladatelství Série vydalo v roce 1993 knihu V. A. Coolina Záhada jezera Labynkyr.